# 阿蒂特蘭火山
阿蒂特蘭火山（西班牙語：Volcán de Atitlán）是危地馬拉的火山，位於該國西南部索洛拉省，屬於中美洲火山弧的一部分，海拔高度3,535米，最近一次火山噴發在1853年發生。

## 外部連結
- VolcanoWorld information